# 니시자와 아키노리
니시자와 아키노리(일본어: 西澤 明訓, 1976년 6월 18일 ~ )는 일본의 은퇴한 축구 선수로 선수 시절 포지션은 공격수였다.

## 구단 경력
1995년 J1리그의 세레소 오사카에 입단했다. 2000년까지 124경기에 출전하여, 43득점을 넣었다. 2000년부터 2002년까지 RCD 에스파뇰와 볼턴 원더러스 FC에서 뛰었다. 2002년 세레소 오사카로 복귀했다. 2003년에 천황배 준우승. 2006년까지 148경기에 출전하여, 41득점을 넣었다. 2007년 시미즈 에스펄스로 이적했다. 2009년 세레소 오사카로 복귀했다. 2009년후 현역 은퇴.

## 국가대표팀 경력
그는 1997년 5월 21일 대한민국과의 경기에서 일본 국가대표팀에 데뷔했다. 2000년 AFC 아시안컵에 참가할 국가대표팀에 발탁되었으며, 5득점을 기록했으며 일본이 우승을 달성하는데 크게 기여하였다. 2001년 FIFA 컨페더레이션스컵, 2002년 FIFA 월드컵에도 출전했다. 그는 2002년까지 국제 A매치 통산 29경기에 출전, 10득점을 넣었다.

## 통계
| 일본 | 일본 | 일본 |
| 연도 | 출전 | 득점 |
| ---- | ---- | ---- |
| 1997 | 5    | 2    |
| 1998 | 0    | 0    |
| 1999 | 0    | 0    |
| 2000 | 11   | 6    |
| 2001 | 8    | 1    |
| 2002 | 5    | 1    |
| 통산 | 29   | 10   |